# Кушлук
Кушлу́к (рос. Кушлук) — присілок у складі Бердюзького району Тюменської області, Росія.
Населення — 65 осіб (2010, 84 у 2002).
Національний склад станом на 2002 рік:
- росіяни — 96 %